# Sorgues
Sorgues este o comună în departamentul Vaucluse din sud-estul Franței. În 2009 avea o populație de 18.040 de locuitori.

## Evoluția populației
| An        | 1975   | 1982   | 1990   | 1999   | 2006   | 2009   |
| --------- | ------ | ------ | ------ | ------ | ------ | ------ |
| Populație | 15.037 | 17.112 | 17.236 | 17.539 | 18.411 | 18.040 |